# Монте Савело (Рим)
Монте Савело је насеље у Италији у округу Рим, региону Лацио.
Према процени из 2011. у насељу је живело 80 становника. Насеље се налази на надморској висини од 308 м.